# Hollands Kaasmuseum
Het Hollands Kaasmuseum is een museum in de Waag van Alkmaar. Het museum is geopend op 21 april 1983 en trekt jaarlijks 35.000 bezoekers.
In het museum is onder andere de bereiding van zuivelproducten op de boerderij en in de fabriek te zien en wordt ook de handel en het leven op het platteland tentoongesteld. Het museum bevindt zich aan het Waagplein waar de kaasmarkt wordt gehouden.Op een interactieve manier wordt het verhaal van koe naar kaas getoond.

## Geschiedenis
Het museum vindt zijn oorsprong in de opricht van de Stichting Hollands Zuivelarchief in 1969 die begon met het verzamelen van objecten. In 1983 opende de deuren van het museum. Sinds 2001 beschikt het museum over een depot in Stompetoren in bruikleen gegeven door Campina Melkunie. In 2013 heeft de stichting het archief van Melkunie in bruikleen gegeven aan het Noord-Hollands Archief.